# I Did It
I Did It è un cortometraggio muto del 1909 diretto da David W. Griffith che ne firma anche la sceneggiatura. Conosciuto anche con il titolo I Did It, Mamma o con il titolo alternativo The Terrible Quarrel .

## Trama
Una bambina ruba dei dolci. Ma poi si pente e, quando del piccolo furto viene accusato il fratello, confessa di essere lei la colpevole.

## Produzione
Il film fu prodotto dall'American Mutoscope & Biograph.

## Distribuzione
Il copyright del film, richiesto dall'American Mutoscope and Biograph Co., fu registrato l'11 marzo 1909 con il numero H123871.
Distribuito dall'American Mutoscope & Biograph, il film uscì nelle sale il 15 marzo 1909.
Nelle proiezioni, veniva programmato con il sistema dello split reel, accorpato in un'unica bobina con un altro cortometraggio prodotto dalla Biograph e diretto da Griffith, The Lure of the Gown.
Non si conoscono copie ancora esistenti della pellicola che viene considerata presumibilmente perduta.